# Bewehrung (Heraldik)

Ein roter Löwe mit anders tingierter Bewehrung („blau bezungt“, „blau bewehrt“; außerdem: „blau gekrönt“)

Die Bewehrung, auch Waffen genannt, beschreibt bei Wappentieren als gemeine Figur vorkommende Körperteile wie Krallen, Hörner, Zähne, Schnäbel, Hufe, Mähnen und dergleichen in Form und Farbe. Nicht zu den Bewehrungen im eigentlichen Sinne gehören aber die Zunge und andere Weichteile, diese werden getrennt angemerkt.

## Blasonierung und Tingierung
Die Farbe der Bewehrung unterscheidet sich meist von jener des Wappenschildes oder der Wappenfigur. Man zählt die Ohren des Greifes ebenso dazu, wie beim Hahn den Kamm und den Kehllappen. Für die Fische lassen sich die Flossen anders tingieren. Alle gesondert gefärbten Teile sind in der Wappenbeschreibung (Blasonierung) zu melden, besonders dann, wenn sie unterschiedliche Farben haben, nennt man die Bewehrung auch einzeln: Rot gezungt, gold gewaffnet (alles andere in der Grundfarbe), oder gold bewehrt, rot bezungt (alles außer der Zunge gold). Die heraldischen Metalle Gold und Silber werden bevorzugt, um den wehrhaften Charakter herauszustreichen.
Fehlen dem Wappentier die natürlichen Waffen, so ist es unbewaffnet (unbewafft, unbewehrt), beispielsweise ein Adler ohne Krallen, ein Löwe ohne Klauen, ein Eber ohne Hauer. Die Form wird wichtig, wenn die angeführten Tierteile von der Grundhaltung abweichen.
Löwen und Adler sind besonders durch ihre Häufigkeit in Wappen davon betroffen, um sonst gleiche Wappen durch speziellere Attribute zu unterscheiden. Weitere Attribute können in einem genannt werden, so etwa blau bewehrt und gekrönt.
Sprachlich können in der Deutschen Heraldik die Attribut-Adjektive vorn oder hinten stehen, und mit der Tingierung zusammengezogen werden: ein rot bewehrter Bock / ein rotbewehrter Bock / ein Bock, rotbewehrt und blaubezüngt, oder ersetzt werden: ein Bock mit roter Bewehrung und blauer Zunge: Die deutsche Heraldik ist sprachlich nicht so streng wie die englisch-französische.

## Besondere Blasonierung
Besondere Blasonierung für Körperteile sind (für „Farbe“ ist die vom Tier abweichende Tingierung der Bewehrung einzusetzen):
- Pferd mit anders gefärbter Mähne ist „Farbe“ gemähnt
- Pferd mit anders gefärbten Maul ist „Farbe“ gemaulet
- Tiere mit anders gefärbten Zähnen sind „Farbe“ gezahnet
- Tiere mit anders gefärbten Augen sind „Farbe“ geauget
- Tiere mit anders gefärbten Ohren sind „Farbe“ geöhret
- Vögel mit anders gefärbtem Schnabel sind „Farbe“ geschnabelt
- Schlangen mit anders gefärbter Zunge sind „Farbe“ gezüngelt

Zeigen Tiere (Adler, Delfin) keine/geschlossene Augen und Zunge oder Fisch mit geöffnetem Maul, sind sie schmachtend. Rechnet man Flammen aus Ohren und Maul zur Bewehrung, so ist es  flammenspeiend, flammensprühend (Panter). Werden der Eberrüssel oder die Hauer hochgestellt, bei Elefanten die Stoßzähne, also das Gewäff oder Gewürf, so wird es als gewäffet oder gewürfet blasoniert. Ohne Hauer oder Zähne sind diese Wappentiere ungewäffet. Bei Geweihen oder dem Gestäng oder bei Hörnern wird mit „Farbe“ gestänget, beziehungsweise „Farbe“ gehörnt beschrieben.
Für alle Ausdrücke ist auch die weniger altertümliche Form gemault, gezahnt, geaugt, … oder bezahnt, beschnabelt, … möglich, oder eine insgesamt der natürlichen Sprache nähere Ausdrucksweise.

## Beispiele für die Bewehrung

Wappen der Landeshauptstadt Düsseldorf